# 파람파르차
《파람파르차》(튀르키예어: Paramparça)는 2014년부터 2017년까지 방영된 터키의 텔레비전 드라마이다.